# Połomia (powiat zawierciański)
Połomia (dawn. Połomyja) – dawna wieś, obecnie podzielona przez miasta Myszków (Połomia Myszkowska) i Żarki (Połomia Żarecka).
Od 1867 wieś Połomia należała do gminy Żarki w powiecie będzińskim. W II RP przynależała do woj. kieleckiego, gdzie 1 stycznia 1927 weszła w skład nowo utworzonego powiatu zawierciańskiego. 31 października 1933 Połomia otrzymała status gromady w gminie Żarki. Gromada Połomia składała się z wsi Połomia, kolonii Czarna-Struga, osady młyńskiej Czarna Struga, folwarku Kundowskie, folwarku Połomja Bochnera, folwarku Połomja Kubalskiego, cegielni Połomja-Sojki, cegielni Połomja-Szajna oraz osady młyńskiej Tenderowizna.
Podczas II wojny światowej włączony do III Rzeszy.
18 stycznia 1945 wraz z powiatem zawierciańskim włączona do  województwa śląskiego, gdzie stanowiła jedną z 14 gromad gminy Żarki.
1 lipca 1948 zniesiono gromadę (a zarazem wieś) Połomia, dzieląc ją na dwie nowe gromady:
- Połomię Myszkowską – część wsi Połomia[8], cegielnia Połomia (Sojki), cegielnia Połomia (Szajna), folwark po Bohnerze aż do drogi prowadzącej od lasu do folwarku Kubalki włącznie (lecz bez folwarku), kolonia Czarna Struga, osada młyńska Czarna Struga oraz folwark Kundowskie;
- Połomię Żarecką – część wsi Połomia[9], folwark Połomia (Kubalki), osada młyńska Tenderowizna oraz osada dworska Nr 1/2 Michała Mellera i Eugenii Seweryn.

W kolejnych latach obie nowe gromady zniesiono. Połomię Myszkowską włączono w 1951 do Myszkowa, a Połomię Żarecką przed 1971 do Żarek.